# Sphecodes reticulatus
De Sphecodes reticulatus (tên tiếng Anh: rimpelkruinbloedbij) là một loài Hymenoptera trong họ Halictidae. Loài này được Thomson mô tả khoa học năm 1870.